# Санчес Бас, Феликс
Феликс Санчес Бас (исп. Félix Sánchez Bas; род. 13 декабря 1975, Барселона) — испанский футбольный тренер.

## Биография
Начал тренерскую карьеру в 20 лет в академии «Барселоны». Десять лет работал с юношескими командами каталонцев, после чего переехал развивать футбол в Катар. Там трудился в Академии Эспайр. С 2013 по 2017 год возглавлял юношеские сборные Катара. В 2014 году привёл местных футболистов к победе в чемпионате Азии по футболу среди игроков до 19 лет.
В 2017 году возглавил молодёжную команду страны, однако в июле сменил уругвайца Хорхе Фоссати на посту главного тренера сборной Катара. Вывести катарцев на чемпионат мира в России испанскому специалисту не удалось, однако уже в 2019 году ему удалось одержать победу на Кубке Азии. Этот трофей стал первым в истории сборной Катара.

## Достижения

### Тренера
- Чемпион Азии среди юниоров (до 19 лет): 2014
- Обладатель Кубка Азии: 2019